# Jean Coulomb
Jean Coulomb (Blida, 7 novembre 1904 – Versailles, 26 febbraio 1999) è stato un matematico e geofisico francese, uno dei primi componenti del gruppo Bourbaki.